# Makyta (přírodní rezervace)
Přírodní rezervace Makyta byla vyhlášena nařízením Správy Chráněné krajinné oblasti Beskydy číslo 3/2008. Nachází se v katastru obce Huslenky, na severních svazích stejnojmenného vrcholu v Javorníkách poblíž hranice se Slovenskem. Oblast spravuje AOPK ČR Správa CHKO Beskydy.
Jedná se o území se zachovalou plochou horských bukových (Fagus sylvatica) lesů, které jsou vůbec nejrozsáhlejším komplexem zachovalého suťového lesa v oblasti Javorníků a Vsetínských vrchů. Na území přírodní rezervace se nachází např. měsíčnice vytrvalá (Lunaria rediviva), kapradina Braunova (Polystichum braunii), sněženka předjarní (Galanthus nivalis), česnek medvědí (Allium ursinum), srstka angrešt (Ribes uva-crispa), kapradina rezavá (Dryopteris affinis), lýkovec jedovatý (Daphne mezereum), hlístník hnízdák (Neottia nidus-avis) či mléčivec alpský (Cicerbita alpina). Z ptáků jsou významní strakapoud bělohřbetý (Dendrocopos leucotos), lejsek malý (Ficedula parva), lejsek bělokrký (Ficedula albicollis), holub doupňák (Columba oenas), žluna šedá (Picus canus) a jeřábek lesní (Tetrastes bonasia). Z šelem je zastoupen např. rys ostrovid (Lynx lynx), medvěd hnědý (Ursus arctos) a vlk obecný (Canis lupus).